# Кели Макгилис
Кели Макгилис (енгл. Kelly McGillis) је америчка глумица, рођена 9. јула 1957. године у Њупорт Бичу (Калифорнија).

## Биографија
Кели Макгилис је завршила драму на Џулијарду 1983. године, убрзо након чега је почела да добија улоге. Улога која ју је издвојила од осталих била је у филму Сведок са Харисоном Фордом, за који је добила номинацију за Златни глобус.
Њена наредна значајна улога била је инструкторка летења у филму Топ ган са Томом Крузом и Валом Килмером. Након филма Оптужена, 1988. године, појавила се у Cat Chaser са Питером Велером. Овај филм је веома мрзела и због њега је прекинула да се бави својом каријером. Кели Макгилис се појавила у десетак улога на телевизији и филму током 1990-их пре него што је направила паузу у глуми од неколико година.
Године 2004, глумила је у представи Дипломац улогу госпође Робинсон, путујући по Сједињеним Државама. На телевизији је почела поново да снима тек 2006. Године 2007. придружила се серији The L Word у њеној петој сезони.

## Приватни живот
Макгилис се удавала два пута, најпре 1979. године за Бојда Блека, од кога се развела 1981. године. Затим се венчала са Фредом Тилманом, 1989. године са којима има две кћерке, Челси и Сонору. Њих двоје су се развели 2002. године.
Године 1982. Макгилисова је нападнута и силована у својој кући. Ово искуство је утицало на њен рад на филму Оптужена, где је играла адвокаткињу Џоди Фостер. Макгилисовој је најпре понуђена улога жртве силовања у филму, али је одбила улогу сматрајући да би била исувише налик на њено лично искуство. Улога је отишла Џоди Фостер, која је за њу освојила Оскар.
Након дугогодишњих гласина у вези са њеном сексуалном оријентацијом, Макгилисова се јавно изјаснила као лезбијка априла 2009. године у интервјуу за SheWired.com, ЛГБТ сајт У интервјуу је рекла да је њен процес признавања хомосексуалности трајао од њене дванаесте године и да је дуго била убеђена да је бог кажњава због хомосексуалности.
Макгилис и њена дугогодишња девојка, Мелани Луис су се венчале септембра 2010. године.

## Филмографија
| Улоге Кели Макгилис |              |               |                               |           |
| Година              | Српски назив | Изворни назив | Улога                         | Напомена  |
| 1983.               |              |               | Geneva                        |           |
| 1984.               |              |               | Glenda Livingston             | ТВ серија |
| 1985.               | Сведок       |               | Rachel Lapp                   |           |
| 1985.               | Топ ган      |               | Charlotte 'Charlie' Blackwood |           |
| 1988.               | Оптужена     |               | Кетрин Мерфи                  |           |
| 1994.               | Норт         |               | Амишкиња                      |           |
| 1998.               |              |               | Nettie                        |           |
| 1999.               |              |               | Jennie Adamson                |           |
| 2000.               |              |               | Professor Diana Maitland      |           |
| 2007.               |              |               | Ким Тафт                      |           |